# Stanisław Dobrucki
Stanisław Dobrucki (ur. 1862, zm. 11 lipca 1919 w Lublinie) – polski lekarz, chirurg.
W 1886 ukończył studia na Wydziale Lekarskim Uniwersytetu Warszawskiego, uzupełniał studia w Pradze i we Wrocławiu (u Jana Mikulicza Radeckiego). W 1887 osiadł w Lublinie. Pracował jako ordynator w Szpitalu Żydowskim, od 1898 był lekarzem naczelnym Szpitala św. Wincentego a Paulo. Działał w organizacjach lekarskich, m.in. na I Zjeździe Lekarzy Prowincjonalnych w Łodzi w 1911 przewodniczył sekcji medycyny chirurgicznej (wygłosił odczyt Sprawność szpitali prowincjonalnych Królestwa wobec najniezbędniejszych rękoczynów chirurgicznych) oraz przewodniczył Komitetowi Organizacyjnemu II Zjazdu w Lublinie (1914). Od 1913 pełnił funkcję prezesa Lubelskiego Towarzystwa Lekarskiego, był członkiem honorowym Krakowskiego Towarzystwa Lekarskiego.
Urządził w Lublinie nowoczesne oddziały chirurgiczne. Specjalizował się w chirurgii jamy brzusznej, unowocześnił m.in. operację przepukliny oraz postawił tezę, że każdy chory na wyrostek robaczkowy powinien być operowany.
Zainteresowania pozamedyczne Dobruckiego obejmowały muzykę - współtworzył amatorską orkiestrę - oraz numizmatykę - swój zbiór monet ofiarował Muzeum Lubelskiemu (działał w Towarzystwie "Muzeum Lubelskie").